# 野末陳平のオール電話リクエスト
野末陳平のオール電話リクエスト（のずえちんぺいのオールでんわリクエスト）は、かつてニッポン放送の土曜日朝の時間帯で放送されていたラジオ番組。パーソナリティは野末陳平。放送期間は1971年11月6日から1980年9月27日まで。

## 放送時間
- 毎週土曜日　9:00～11:00

## 出演者
- パーソナリティ:野末陳平

## 概要
番組開始当初のタイトルは「野末陳平のオールリクエスト」であったが、1975年途中より「野末陳平のオール電話リクエスト」にタイトルが変更された。
ニッポン放送で平日の番組編成から独立し、土曜日編成がスタートした1971年11月6日に放送開始。当初は9時から12時までのワイド番組『土曜スタジオ1240』の9時から11時までの構成番組として放送され（11時から12時までは演出家・放送作家の塚田茂をメインパーソナリティとした『電話でオピニオン』を放送）、1973年4月からは『土曜スタジオ1240』の終了に伴い単独番組となって放送が継続された。リクエスト、リスナーからのお便りの他、野末得意の税金の話を挟みながらの番組進行となっていた。
番組終了後は野末陳平に代わり、芸能リポーターの梨元勝をメインパーソナリティとした『梨元勝のオール電話リクエスト』が1980年10月4日よりスタートしたが、1981年4月25日の終了後には『チエちゃん・陳平の歌謡ビッグサタデー』が10時から14時30分までのワイド番組として1981年5月2日から新たにスタート。野末が土曜のワイド番組担当として再び登場することになり、元ニッポン放送アナウンサーの西村知江子と共にメインパーソナリティを務めた。

## 内包番組
（）
- ニュース
- 交通情報
- メタメタプレゼント
- レジャー資金プレゼント
- 街角リクエスト
- ショータイムクイズ
- ハッピー電話ゲーム